# Zator
Zator é um município da Polônia, na voivodia da Pequena Polônia e no condado de Oświęcim. Estende-se por uma área de 11,52 km², com 3 702 habitantes, segundo os censos de 2016, com uma densidade de 321,4 hab/km².